# Kloster Aghaboe

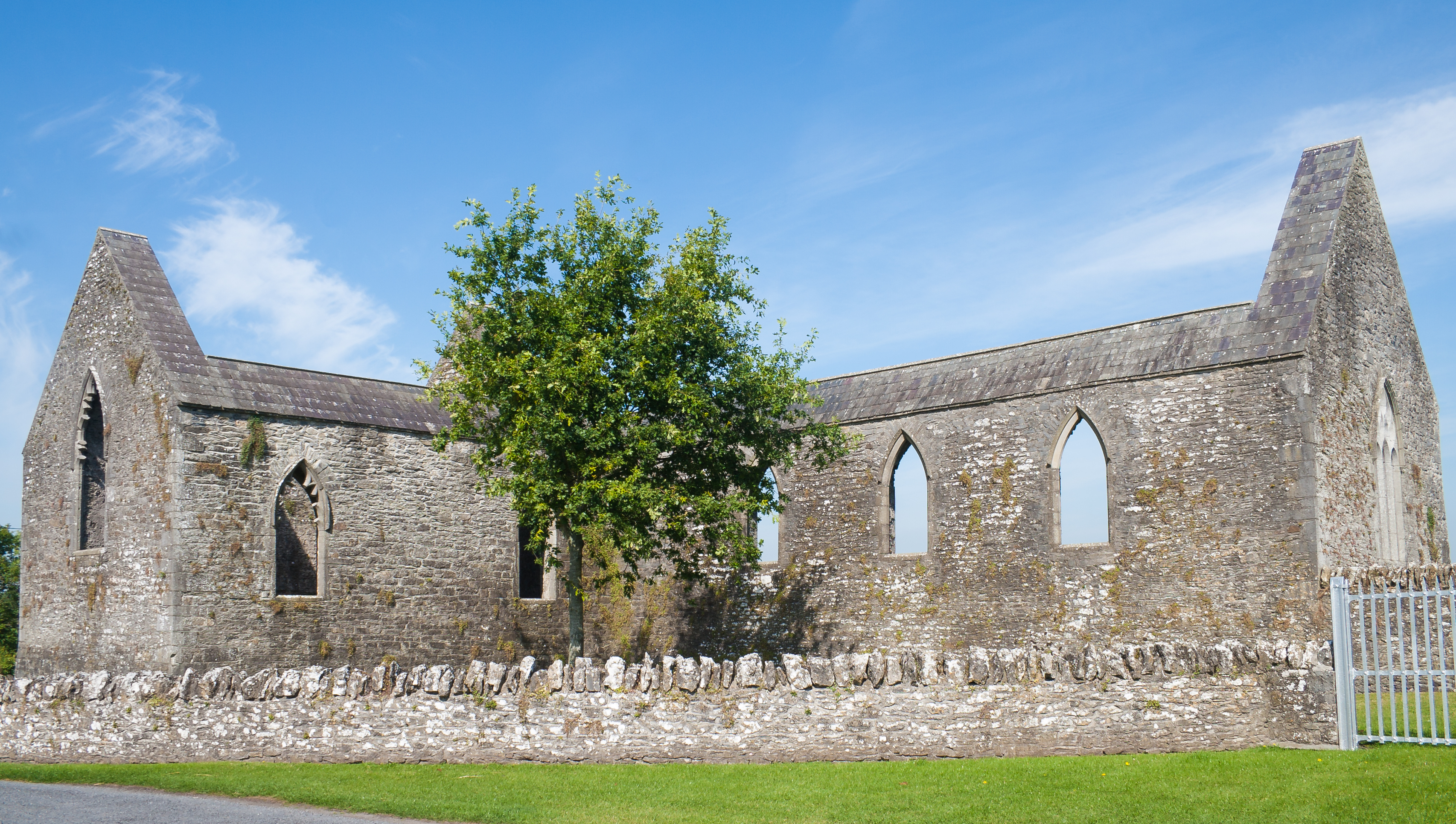
Überreste des Dominikanerklosters, bestehend aus einem einfachen Kirchenschiff und einem Querschiff auf der Südseite aus dem 15. Jahrhundert.

Das Kloster Aghaboe (irisch Achadh Bó, englisch Aghaboe Priory, in Bezug auf die frühchristliche Zeit auch gerne Aghaboe Abbey genannt) wurde um das Jahr 560 von Cainnech (525–598) im heutigen County Laois in Irland gegründet, diente von ca. 1052 bis 1111 und von 1152 bis 1190 als Bischofssitz von Ossory, wurde 1234 ein Priorat der Augustiner-Chorherren, bevor es schließlich 1382 von Florence Mac Gillapatrick als ein Cainnech gewidmetes Priorat der Dominikaner neu gegründet wurde und bis zu seiner Aufhebung 1540 im Zuge der Reformation bestand. Das Kloster liegt in der gleichnamigen Gemeinde.

## Geographische Lage
Das ehemalige Kloster liegt an der R434 auf halbem Wege zwischen Borris in Ossory und Durrow im Süden des County Laois auf einem sanft hügeligen Gelände, das nach Norden hin abfällt. Zur Zeit der Gründung lag das Kloster an der wichtigen Fernstraße von Tara nach Limerick (Slige Dála), über die es auch mit Roscrea und Clonenagh in Verbindung stand. Weitere Straßenverbindungen bestanden zum Kloster Monaicha (Green Road) und zu Clonfert Molua. Das Land gehörte zum damaligen Königreich von Ossory, lag an dessen nördlichem Ende und zählte zu dessen wichtigsten kirchlichen Stätten neben Seirkieran und Kilkenny, die alle zeitweise Sitz des gleichnamigen Bistums waren.

## Geschichte
Die um 560 erfolgte Gründung des Klosters wird traditionell Cainnech zugeschrieben. Cainnech gehörte zu den sogenannten „zwölf Aposteln Irlands“, die in Clonard durch Finnian ausgebildet wurden und danach Klöster verteilt über ganz Irland gründeten. Durch die Annalen wird belegt, dass er als Abt in Aghaboe 598 verstarb. Die Bedeutung des Klosters wird belegt durch die Nennung all der Äbte in den Annalen in der Zeit vom 7. bis zum frühen 12. Jahrhundert. Zu den bedeutenden Äbten zählt Fergil (oder Feirgil), der Irland im Rahmen der Missionierungsbewegung verließ und in Salzburg unter dem Namen Virgilius Bischof von Salzburg wurde. Das prosperierende Kloster war von Überfällen durch die Wikinger in den Jahren 845 und 913 betroffen. Im Jahr 1116 brannte das Kloster bis auf die Grundmauern herunter.
Im 11. Jahrhundert wechselte der Bischofssitz von Seirkieran zu Aghaboe. Gwynn vermutet, dass der Wechsel um 1052 erfolgte, als ein Schrein zu Ehren von Cainnech errichtet wurde. Die Zeit als Bischofssitz war jedoch nur kurz bemessen, da bereits 1111 durch die Synode von Rathbreasail der Bischofssitz für Ossory nach Kilkenny verlagert wurde. Byrne vermutet hier, dass die Verlagerung des Schwerpunkts von Aghaboe nach Kilkenny auf die Nachkommen des Königs von Leinster Donnchad Mac Gilla Pátraic zurückging, die sich im Konflikt mit dem erstarkten Königreich von Ossory befanden. In der Synode von Kells wurde der Bischofssitz jedoch 1152 erneut nach Aghaboe verlagert, bis er 1190 durch den Bischof Felix O'Dulany endgültig nach Kilkenny transferiert wurde.
Nach der 1169 beginnenden Invasion Irlands vergab Strongbow Teile der Ländereien Aghaboes als Lehen an Adam de Hereford für die Gegenleistung, dass er fünf Ritter zur Verfügung stellte. Das gesamte Ossory, zu dem damals der heutige Süden des County Laois und der Norden des County Kilkenny gehörten, fiel unter die Herrschaft der Marshals. Die bis dahin herrschende irische Familie der MacGillapatricks zog sich in den Norden Ossorys zurück, in die Gegend von Aghaboe, und wurde zu einem Vasallen der Marshals. Unter der Herrschaft der Marshals wurde das Kloster 1234 für die Augustiner-Chorherren neu erbaut und als Gemeindekirche verwendet. Mit Hilfe von aus England eingewanderten Siedlern erblühte Aghaboe zu einer kleinen Stadt. Dies sollte sich jedoch dramatisch ändern, als am 5. Mai 1346 Dermot MacGillapatrick den Ort sehr blutig zurückeroberte. Der englische, zu Kilkenny gehörende Franziskaner John Clyn schrieb damals:

“On Friday, May 5th, Dermot MacGillapatrick, the one-eyed, a man much given to treacheries and betrayals, and scrupling little to perjure himself for his convenience in alliances with O'Caroll, burned and destroyed the town of Aghaboe. And what was far worse, like an unnatural son raising his hand against his parents, in his rage, he cruelly burned the church of St. Canice, that most holy abbot and patron of the place, with the shrine and its relics.”

„Am Freitag, den 5. Mai, wurde Aghaboe niedergebrannt und zerstört von Dermot MacGillapatrick, dem Einäugigen, einem Mann der zu Verrat und Treuebruch neigt, und wenig Skrupel hat, meineidig zu werden, wenn es der Allianz mit O'Caroll dient. Und was noch viel schlimmer war, wie ein widernatürlicher Sohn, der seine Hand gegen seine Eltern erhebt, hat er in seiner Rage die Kirche des Heiligen Cainnech, des heiligsten Abtes und Patron des Orts, niedergebrannt zusammen mit dem Schrein und seinen Relikten.“

Die Rückeroberung wurde 1359 abgeschlossen, als die Burg in die Hände MacGillapatricks fiel.

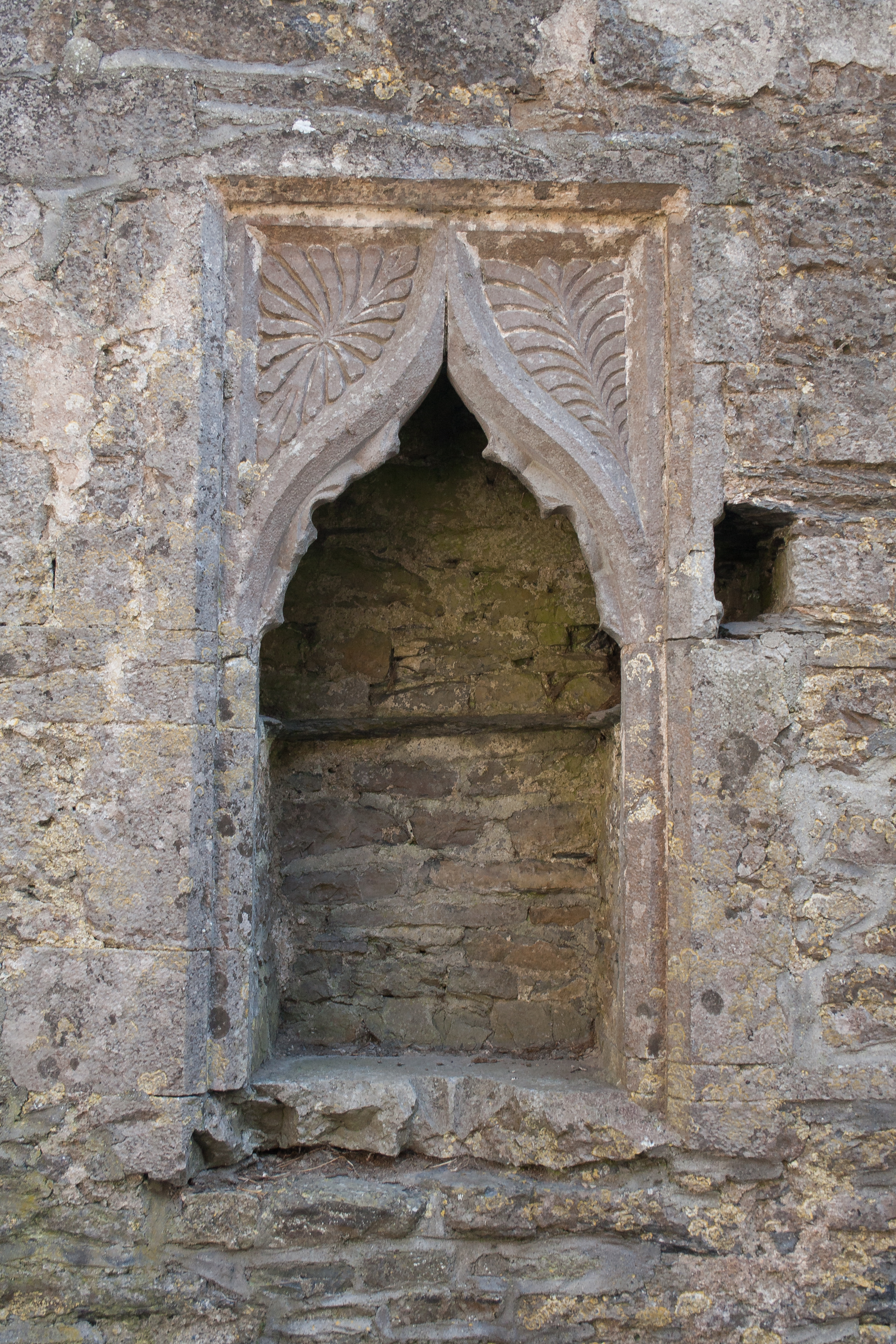
Piscina im südlichen Querschiff, 15. Jahrhundert

1382 gründete Florence MacGillapatrick das Kloster als Haus der Dominikaner neu. Dies markiert den Übergang von weitgehend unter den englischen Herrschern gegründeten Häusern zu solchen unter irischen Schirmherrschaft. Es bleibt unklar, ob das Kloster genau auf dem Grund des alten Klosters errichtet wurde oder ob die Gemeindekirche (später die 1818 errichtete anglikanische Kirche) diesen Platz einnimmt. Die Liste der Priore ist erhalten und weist einen hohen Anteil an Iren auf, darunter nicht wenige aus den herrschenden Familien der benachbarten Territorien, jedoch auch einige aus Connacht und Munster. Die durchschnittliche Zahl der Brüder wird auf etwa 12 bis 15 geschätzt, womit es zu den eher kleineren Gemeinschaften gehörte. Im Vergleich zu Athenry war der Landbesitz mit nur einem Acre Land innerhalb der Klostermauern und etwa 76 Acre und 12 einfachen Wohnhäusern eher bescheiden, aber auch nicht ganz dem Ideal eines Mendikantenordens entsprechend.
Im Zuge der Reformation wurde 1540 das Kloster aufgehoben. Der Wert der Gebäude und der Ländereien wurde 1541 auf 50 Schilling und 10 Pence geschätzt. Das Kloster fiel zusammen mit dem Pfarrgebäude 1601 an Florence Fitzpatrick. Die Brüder versuchten, noch weiterhin vor Ort tätig zu bleiben. Die für Seraphinus Cavalli während seiner Amtszeit als Ordensmeister (1571–1635) zusammengestellte Liste der irischen Dominikanerklöster nennt Aghaboe jedoch nicht. 1635 berichtete der damalige Bischof von Ossory, David Rothe, nach Rom, dass das Kloster Aghaboe entweder bereits eine Ruine sei oder weltlich genutzt werde.
Von dem Kloster stehen nur noch das Kirchenschiff und das südliche Querschiff. Von der Nordwand des Kirchenschiffs sind nur noch Grundmauern erhalten, und von den nördlichen davon gelegenen Wohngebäuden des Klosters ist nichts mehr erhalten. Einige der im gotischen Maßwerk ausgeführten Fenster auf der Südseite des Kirchenschiffs und der Ostseite des Querschiffs sind 1773 für die private Gartenanlage von Frederick Trench in Ballinakill ausgebaut worden und dort bis heute erhalten. Die völlig von Buschwerk und Efeu überwucherten Ruinen wurden in den 1980er-Jahren in einer gemeinschaftlichen Aktion der Anwohner hergerichtet. Diese Bemühungen führten zur Verleihung eines Preises im Rahmen der irlandweiten Competition for Community Achievement im März 1989.